# Émeraude
Pour les articles homonymes, voir émeraude (homonymie).
L’émeraude est un minéral, du groupe des silicates, sous-groupe des cyclosilicates, variété de béryl, dont la couleur verte provient de traces de chrome, de vanadium et parfois de fer. L'émeraude est, avec le diamant, le saphir et le rubis, l'une des quatre gemmes qualifiées de pierres précieuses.

## Historique de la description et appellations

### Inventeur et étymologie
Le mot émeraude proviendrait du grec σμάραγδος / smáragdos, déformation du mot perse zamarat qui veut dire « cœur de pierre ». Comme pour d’autres métaux et pierres précieuses, mythes et légendes se mêlent à la réalité historique lorsqu’on parle d’émeraude. On en évoque déjà la présence à Babylone, au IIe millénaire av. J.-C., où elle servait de monnaie d’échange. À la période antique de l’Égypte, près de la mer Rouge, se trouvaient des mines d’émeraude, dont on a fabriqué des bijoux pour les grands de l'empire. Ces mines de Djebel Zabarah, redécouvertes en 1816 par l'explorateur français Frédéric Cailliaud, ont été abusivement surnommées mines de Cléopâtre. Elles étaient déjà épuisées, mais elles ne contenaient probablement que des gemmes de piètre qualité[réf. nécessaire].
Dans l’Antiquité, des auteurs comme Théophraste, Hérodote ou Pline l'Ancien mentionnent la présence d’émeraudes et décrivent parfois des statues, voire des colonnes ou obélisques taillées dans cette pierre. On sait maintenant qu’il ne s’agissait pas de véritables émeraudes. À ces époques reculées, d’autres pierres aux reflets verts pouvaient facilement donner le change, et il existait déjà des imitations, notamment en verre. En revanche, il est concevable que des statuettes aient été taillées dans des blocs de minéraux à l’état brut, de moindre qualité[réf. nécessaire].
À l’époque romaine, on évoque une lame d'émeraude utilisée comme instrument optique par l’empereur Néron, qui s’en serait servi pour corriger sa myopie lorsqu’il regardait les combats de gladiateurs. À cette époque, on connaissait principalement une mine en Europe, celle d’Habachtal (de) en Autriche. Découverte par des tribus celtes, elle a également été exploitée par les Romains[réf. nécessaire].
Au XVIe siècle, Cortès apporte un lot d'émeraudes qui disparaît en transit des côtes nord-africaines. Les Espagnols découvrent en Amérique du Sud de nouveaux gisements, principalement en Colombie. La mine de Chivor sera exploitée à partir de 1545 et celle de Muzo, en 1594.
En Inde, la pierre du « Grand Moghol », découverte en 1695, pèse 217,80 carats et mesure environ 10 cm. Elle porte des inscriptions religieuses. Elle a été achetée pour 2,2 millions de dollars par un anonyme[réf. nécessaire].
Jusqu’au début du XXe siècle, on appelait également « émeraude orientale » une pierre radicalement différente : le corindon vert, dont la composition s’apparente à celle du rubis et du saphir[réf. nécessaire].
Elle est le symbole des 40ème noces de mariage.

### Nomenclature de l'émeraude
- Émeraude sans remplissage constaté : émeraude sans traitement
- Émeraude avec présence d’huile ou de résine : émeraude traitée. Selon la quantité de remplissage ; insignifiante, mineur, modéré, signifiante, très signifiante
- Émeraude fortement imprégnée de résines durcies facilement visibles en surface à la loupe : émeraude traitée
- Émeraude imprégnée de colorant : béryl traité ou émeraude traitée
- Morillon : émeraude brute qui se vend au poids[6]. « Morillon, les Lapidaires nomment ainsi des émeraudes brutes qu’on vend au marc. Il y a aussi des demi-morillons. » Denis Diderot[7]

## Caractéristiques physico-chimiques

### Critères de détermination
L’émeraude est composée de silicate d'aluminium et de béryllium, auquel s’ajoutent du chrome, du vanadium et du fer. Sa dureté varie entre 7,5 et 8 sur l'échelle de Mohs. L’émeraude est légèrement dichroïque (vert-jaune ou vert-bleu). Sa cassure est conchoïdale et son trait est blanc. Sa densité varie de 2,7 à 2,9.
L’identification des émeraudes, notamment pour établir les liens entre les gisements connus (62 gisements dans 19 pays) et les anciennes pierres, se fait par spectrométrie de masse, en mesurant la proportion de ses isotopes d’oxygène. Le rapport 18O/16O varie de 7 à 25 selon les gisements.
L'émeraude est soluble dans l'acide fluorhydrique. Elle donne une perle vert clair quand on la chauffe.

### Cristallographie
Le système cristallin de l’émeraude est hexagonal, son groupe d'espace est P6/mmc. Sa structure est très similaire à celle du béryl, les atomes Al et M (M = Cr, Fe, V) étant situés sur les sites d'occupation mixte octaédriques reliant les anneaux Si6O18.

## Croissance des minéraux
Les émeraudes sont rares, car leur formation nécessite des conditions géologiques exceptionnelles :
- le béryllium, composant principal du béryl, se trouve en effet surtout dans le magma de la croûte terrestre ;
- le chrome, le vanadium et le fer, qui transforment le béryl en émeraude, sont plutôt situés dans le manteau terrestre.

Entre deux types de gisements connus, Brésil et Colombie, on remarque des différences marquées :
- au Brésil, les émeraudes se sont formées, pour certaines, il y a deux milliards d’années, et d’autres, il y a environ 600 millions d’années. Les cristaux se sont solidifiés en se mélangeant à un mica noir et possèdent des inclusions minérales. Elles manquent souvent de pureté ;
- en Colombie, la formation remonte à 65 millions d’années, quand des mouvements tectoniques ont amené des minéraux à 300 °C au contact d’une couche sédimentaire datant du début du Crétacé, environ 135 millions d’années avant notre ère. Cette couche contenait des fossiles aquatiques, dont les coquilles de calcaire s’étaient dissoutes, et offrait ainsi des cavités qui ont permis au magma de former des cristaux extrêmement purs.

## Exploitation des gisements

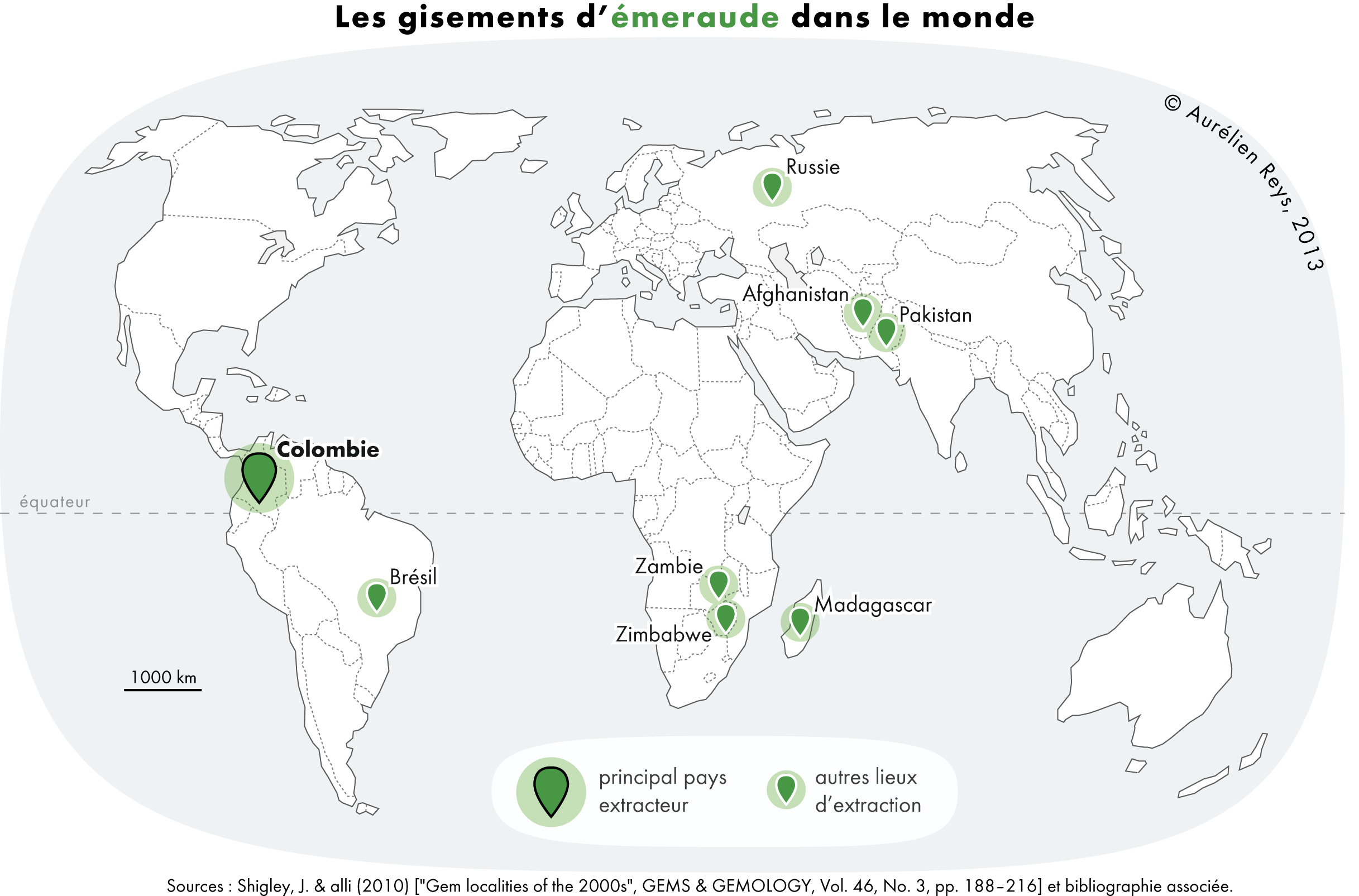
Carte des principaux pays producteurs d'émeraudes dans le monde.

### Utilisations

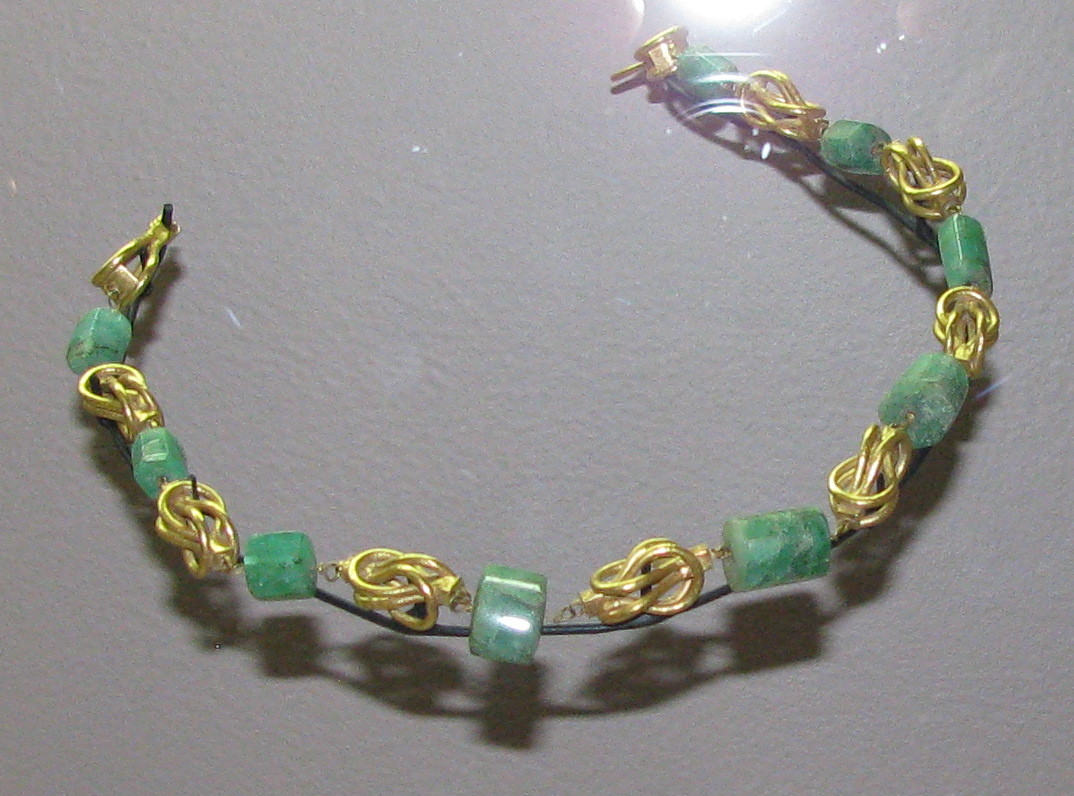
Collier d'émeraudes romain, IIIe siècle, trésor de Lyon-Vaise.

En joaillerie, on la taille principalement en « émeraude » (rectangle à pans coupés), en « cabochon », en « poire » ou en « ovale ». L’émeraude est une des pierres précieuses les plus chères. La présence très fréquente d’inclusions, gracieusement appelées « givres » ou poétiquement « jardin », n’est pas un handicap, car elle peut attester de l'origine de la pierre ; certaines originalités cristallographiques sont très recherchées par des collectionneurs (étoile à six branches, appelée émeraude trapiche).
La plupart des émeraudes sont traitées avec des huiles ou des résines, c'est pourquoi il est déconseillé de les nettoyer par la technique des ultrasons, surtout aussi à cause de leur fragilité (inclusions ou fractures).

### Extraction et production
La Colombie est le plus important producteur mondial (60 % de la production mondiale, 6 millions de carats pour l’année 1995) : mines de Chivor, Muzo, Peñas Blancas et de Coscuez appelées le triangle d'or. Non seulement la Colombie est championne de la quantité, mais également de la qualité. Ses émeraudes sont généralement plus pures que celles ayant d’autres provenances. La banque de la République de Colombie possède une collection de magnifiques pierres.
La répartition entre les principaux pays producteurs est la suivante :
| Pays | Gisements | % production |
| Colombie | Chivor, Muzo, Peñas Blancas, Coscuez | 60 %         |
| Zambie | Miku, Kufubu, Mufulira | 15 %         |
| Brésil | Santa Terezinha de Goïas, Belmont, Carnaïba                                                                                             | 12 %         |
| Russie | Oural | 4 %          |
| Zimbabwe | Sandawana | 3 %          |
| Madagascar | Ankadilalana | 3 %          |
| Autres : - Pakistan (Mingaora) - Afghanistan (Vallée du Pandjchir) - Australie - Tanzanie - Autriche (Habachtal) - Norvège - États-Unis | Autres : - Pakistan (Mingaora) - Afghanistan (Vallée du Pandjchir) - Australie - Tanzanie - Autriche (Habachtal) - Norvège - États-Unis | 3 %          |

### Taille
Le plus important centre de taille est situé en Inde, à Jaipur, où le nombre de lapidaires est estimé à 100 000. La taille d'émeraudes s'y est développée du fait de la grande prédilection du maharadjah pour les pierres précieuses et notamment les émeraudes provenant du monde entier. La taille est pratiquée en recherchant le minimum de pertes, comme au Brésil. Les pierres taillées en Colombie étaient taillées suivant le même principe jusqu'à ce que les principes de taille européens, favorisant la qualité plutôt que le rendement, soient adoptés par les tailleries de Bogota. Les plus belles pierres sont généralement retaillées à Paris. En outre, Israël a développé un centre de taille ultra-moderne à Ramat Gan.

## Les plus belles émeraudes
Le Devonshire, un cristal brut d'un vert soutenu de 1 384 carats, est peut-être l'émeraude la plus célèbre. Extraite dans la mine de Muzo (Colombie), elle fut offerte en 1831 à William Cavendish, le 6e duc de Devonshire par l'empereur Pierre Ier du Brésil. En 1956, on a trouvé une émeraude de 11 000 carats, en Afrique du Sud. Les émeraudes les plus connues (et exposées) sont dans les villes suivantes :
- Palais de Topkapi à Istanbul (16 300 carats) ;
- Musée minéralogique de Moscou (11 130 carats) ;
- Kunsthistorisches Museum de Vienne : émeraude dite « de Moctezuma », bloc de calcaire couvert de cristaux d'émeraude qui fut offert à Hernán Cortés par le souverain aztèque ; flacon à parfum (2 680 carats) ;
- Vienne (2 200 carats) ;
- Trésor impérial d’Iran à Téhéran ;
- British Museum à Londres ;
- L'American Museum of Natural History à New York présente une émeraude brute exceptionnelle par sa pureté et sa couleur : la Patricia (632 carats) ;
- L'émeraude Isabella de 964 carats ayant appartenu à la famille d'Hernán Cortés, remontée en 1993 d'une épave engloutie en 1757 au large des côtes de la Floride par Victor Benilous[9],[10] ;
- On peut aussi citer l'émeraude de Saint Louis, cabochon de 51 carats qui ornait la fleur de lys centrale de la couronne dite de Saint Louis. Cette couronne faisait partie des regalia du royaume de France depuis au moins la fin du XIIIe siècle et était conservée dans le trésor de Saint-Denis. Si la couronne a été détruite à la révolution (1791), la pierre est toujours conservée au Muséum national d'histoire naturelle, à Paris.

## Galerie

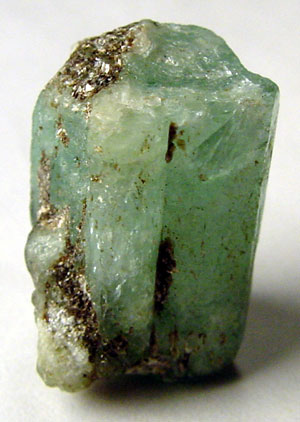
Émeraude à l'état brut, Brésil.
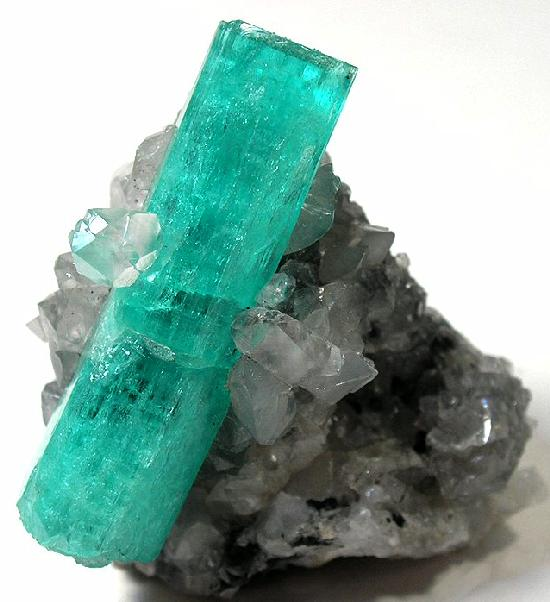
Émeraude, Colombie, 4,5×4,5×2,5 cm.
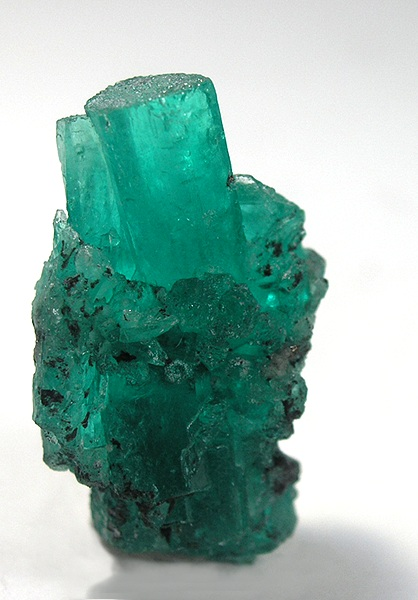
Émeraude, Colombie, 3,1×1,7×1 cm.